# Richland (Misuri)
Richland es una ciudad ubicada en el condado de Pulaski en el estado estadounidense de Misuri. En el Censo de 2010 tenía una población de 1863 habitantes y una densidad poblacional de 313,97 personas por km².

## Geografía
Richland se encuentra ubicada en las coordenadas 37°51′40″N 92°23′59″O / 37.86111, -92.39972. Según la Oficina del Censo de los Estados Unidos, Richland tiene una superficie total de 5.93 km², de la cual 5.87 km² corresponden a tierra firme y (1.05%) 0.06 km² es agua.

## Demografía
Según el censo de 2010, había 1863 personas residiendo en Richland. La densidad de población era de 313,97 hab./km². De los 1863 habitantes, Richland estaba compuesto por el 94.15% blancos, el 1.13% eran afroamericanos, el 0.38% eran amerindios, el 0.48% eran asiáticos, el 0.21% eran isleños del Pacífico, el 0.59% eran de otras razas y el 3.06% pertenecían a dos o más razas. Del total de la población el 2.79% eran hispanos o latinos de cualquier raza.